# Smittina numma
Smittina numma är en mossdjursart som beskrevs av Ernst Marcus 1949. Smittina numma ingår i släktet Smittina och familjen Smittinidae. Inga underarter finns listade i Catalogue of Life.